# SAVA
Панцирник SAVA виготовили в Бельгії на початку Першої світової війни за прикладом панцирника «Мінерва» на шасі спортивного автомобіля 18/24CV компанії S.A.V.A. (Société Anversoise pour Fabrication de Voitures Automobiles — Компанія Антверпенська по виробництву легкових автомашин) у Антверпені. Він відзначався високою маневреністю при слабкому захисті. У вересні 1914 виготовили два панцирники Type 1 і Type 2 з баштами. У жовтні 1914 виготовили панцирник Type 3 без башти.
Задньопривідний панцерник зберіг односкатні пневматичні колеса з спицями. На даху корпусу встановили відкриту ззаду напівсферичну башту з 8 мм кулеиетом Hotchkiss. З двох сторін корпусу містились невеликі дверцята для триособового екіпажу.
Бельгійські військові частини після відступу 1914 року займали до 1918 позиції, де важко було застосовувати панцирники в умовах позиційної війни. Наприкінці війни два панцирника розібрали, а третій використовували приблизно до 1923 сили Антанти в Рейнській області, Рурі, що потрапили під контроль Франції.